# Fontaine-lès-Vervins
Fontaine-lès-Vervins é uma comuna francesa na região administrativa de Altos da França, no departamento de Aisne. Estende-se por uma área de 19,74 km². Em 2010 a comuna tinha 1 093 habitantes (densidade: 55,4 hab./km²).